# Jimmie Wilson
Jimmie Wilson (Detroit, 7 febbraio 1981) è un cantante statunitense.
Ha studiato canto e recitazione a Hollywood. Nel 2012 ha fatto parte del musical Sisterella.
Nel maggio 2017, insieme alla cantante sammarinese Valentina Monetta, ha partecipato all'Eurovision Song Contest 2017 in programma a Kiev (Ucraina), in rappresentanza di San Marino con il brano Spirit of the Night. La canzone è poi rimasta esclusa dalla finale, arrivando diciottesima nella seconda semifinale con un solo punto